# 100엔 숍

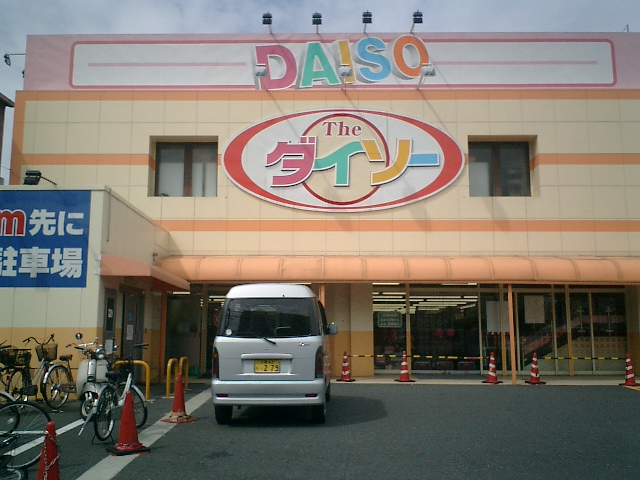
오사카시의 다이소 매장 전경.

100엔 숍(일본어: 100円ショップ)은 가게의 상품을 100엔에 맞춰 파는 일본의 상업 시설이다.
가공식품과 간단한 화장품, 식기와 조리기구, 건전지 같은 일상 용품, 문구류 등을 판매하는 경우가 많으며, 대부분의 경우 수많은 체인점 방식으로 운영되고 있다. 일본의 4대 100엔숍 기업으로는 다이소 산업, 세리아, 캔두, 와츠가 꼽히며, 점포수는 총 5,500여곳, 매출액은 2012년 기준 5,500억엔 (약 5조 5천억원)에 달한다.

## 역사

### 십전 스토어
100엔 숍은 지금으로부터 90여년 전 다카시마야가 일본 전국에 문을 열었던 이른바 '십전 스토어' (十銭ストア)를 기원으로 볼 수 있다.
1926년 다카시마야의 오사카, 나가호루 점에 '뭐든지 십전 균일 매장' (なんでも十銭均一売場)을 선보인 것을 시작으로, 1930년에는 나니와난카이 점에 '다카시마야 십전 스토어' (高島屋十銭ストア)를 개장하였다. 그후 1932년까지 오사카, 교토, 나고야, 도쿄 등지에 독립형 점포 50여점을 개장하고 큰 호응을 얻었다.
그러나 1937년 시행된 백화점법에 의해 규제를 받게 되자 다카시마야는 해당 매장사업을 본사에서 분리해 '주식회사 마루다카 균일점' (株式会社丸高均一店)이란 회사를 설립하였다. 1941년에 이르러서는 일본 전역에 100점 이상의 체인망을 이루었지만 태평양 전쟁으로 경영 기반을 빼앗기면서 실질적인 폐업 상태에 이르렀다. 전후 살아남은 일부 점포는 1952년에 '주식회사 마루다카' (株式会社丸高)의 스토어 부문로 재출발하고 이후 다카시마야 스토어로 이름을 다시 바꾸었다. 2003년에는 이즈미야에 인수되면서 상호를 '카나트' (カナート)로 개명한 상태로 지금도 영업 중에 있다. 다만 이들 점포는 전후에는 100엔 숍 방식을 취하지는 않았다.
당시 십전 스토어에서 판매했던 상품은 "일상 가정생활에 필요한 것이라면 뭐든지 다"일 정도였다고 전해진다. 제품 조달의 경우 오늘날의 100엔 숍처럼 전문 납품업체를 지정, 생산자와의 직거래를 도입하고, 생산자를 지원 및 원조하는 동시에 판매상품 개발과 표준화에도 적극적으로 개입했다고 알려져 있다. 참고로 1935년 당시의 물가지수를 1엔로 삼을 때 2011년 일본의 물가지수는 대략 1,800엔 안팎이기에 이당시의 10전은 오늘날의 180엔 (약 1,800원)에 해당한다고 볼 수 있다.

### 1960년대 (특전 판매)

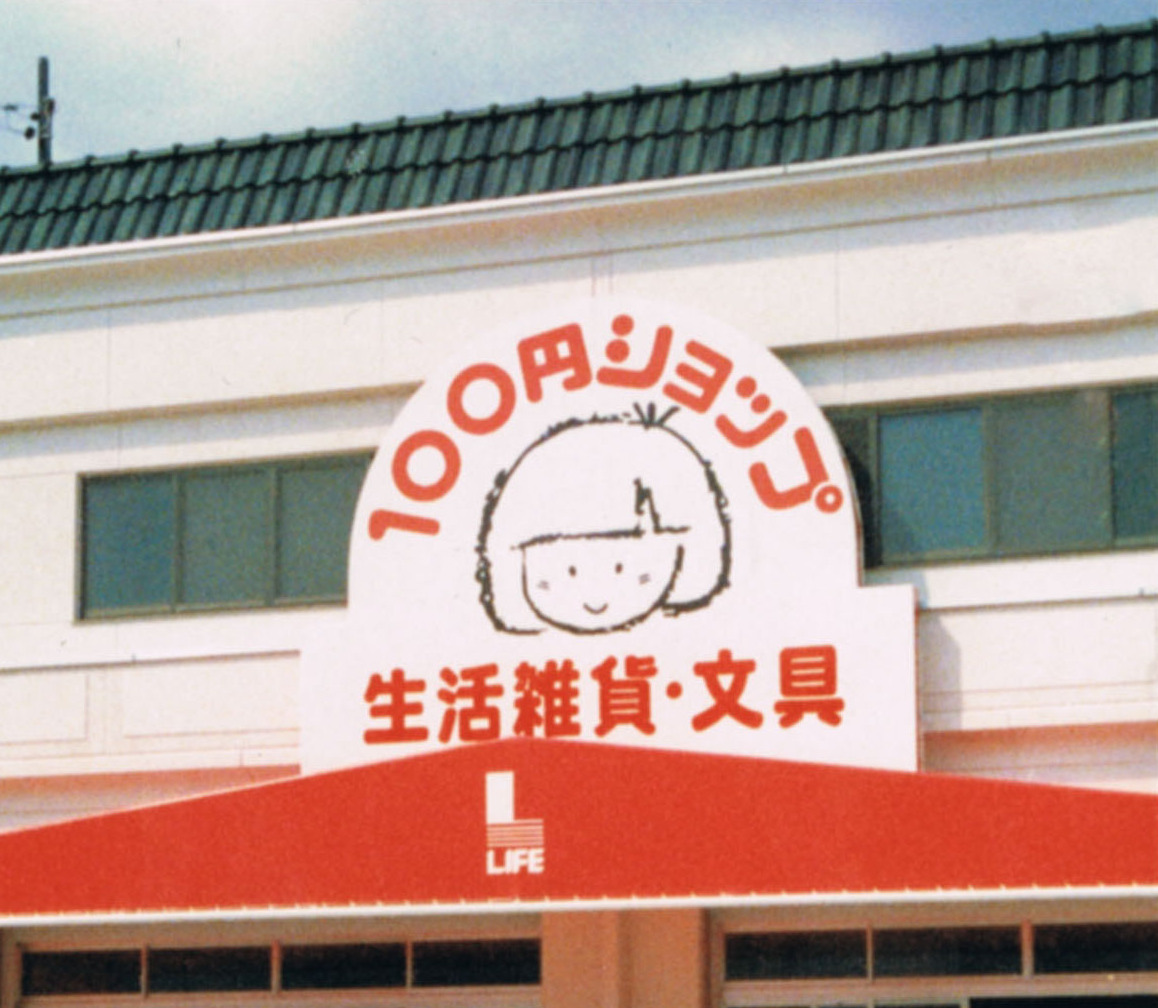
일본에서 처음 선보인 100엔 숍

지금의 100엔 숍에서 볼 수 있는 균일한 가격에 판매하는 방식은 1960년대부터 이뤄지기 시작했지만 슈퍼마켓이나 백화점에서 일주일 정도의 기간에만 이뤄지는 일시 행사였다. 이런 방식을 일본어로는 '최사판매' (催事販売, →특전 판매)라고 부른다. 최사판매 행사를 맡은 업체들은 각 점포마다 정기적으로 순회하며 진행하였다.
이러한 행사에서 판매되던 상품은 대부분 '100균 메이커' (100均メーカー)라 부르는 업체의 상품을 중심으로, 안정적으로 공급이 가능한 스테디텔러 상품과, 공급업체의 사정으로 현금화를 서둘러 판매하게 된 '처분품'으로 구성되었으며, 100엔 이상의 가격으로 판매되던 상품도 전부 100엔으로 통일해 판매하였다. 또한 판매 후의 문제에 대비해 슈퍼 등에 거래 계좌를 개설하거나, 클레임이 들어오면 특전 판매한 점포를 통해 접대하면서, 여러 곳을 다니며 판매하는 일을 반복하였다.

### 1980년대 (고정 판매)
특전 판매가 소비자들로부터 호응을 받던 와중, 1985년 3월 유한회사라이프 창업자인 마쓰바야시 아카리 (松林明)가 일본 아이치현 가스가이시에 일본 최초의 고정점포 방식의 100엔 가게를 개업하고, '100엔 숍'이라는 이름을 붙인 채 판매를 시작했다. 그 후 일본 최대의 100엔 숍 체인기업인 다이소 산업의 창업자 야노 히로다케는 판매 제품의 품질 향상에 주력하며 특전판매를 의뢰하는 슈퍼마켓과 백화점의 신용을 얻어가면서, 1991년에는 최초의 상설매장을 개업하였다. 이후로는 캔두, 세리아, 와츠 등의 같은 업종 회사들이 시장에 뛰어들며 점포망을 구축한 결과, 제조업체 사이에서 새로운 판매처로 인식하게 되었다. 또 버블 붕괴 이후 일본에 경제 불황이 닥치면서 물가상승이 없는 디플레이션 환경이 조성되자 급속히 점포수가 증가, 일본 내에서는 "불황시대의 성장 산업"으로 불리게 되었다. 2000년대 들어서부터는 100엔 숍 형식의 '신선 편의점' (生鮮コンビニ)이란 업종도 등장하기에 이르렀다.

## 대한민국과 기타 국가의 사례

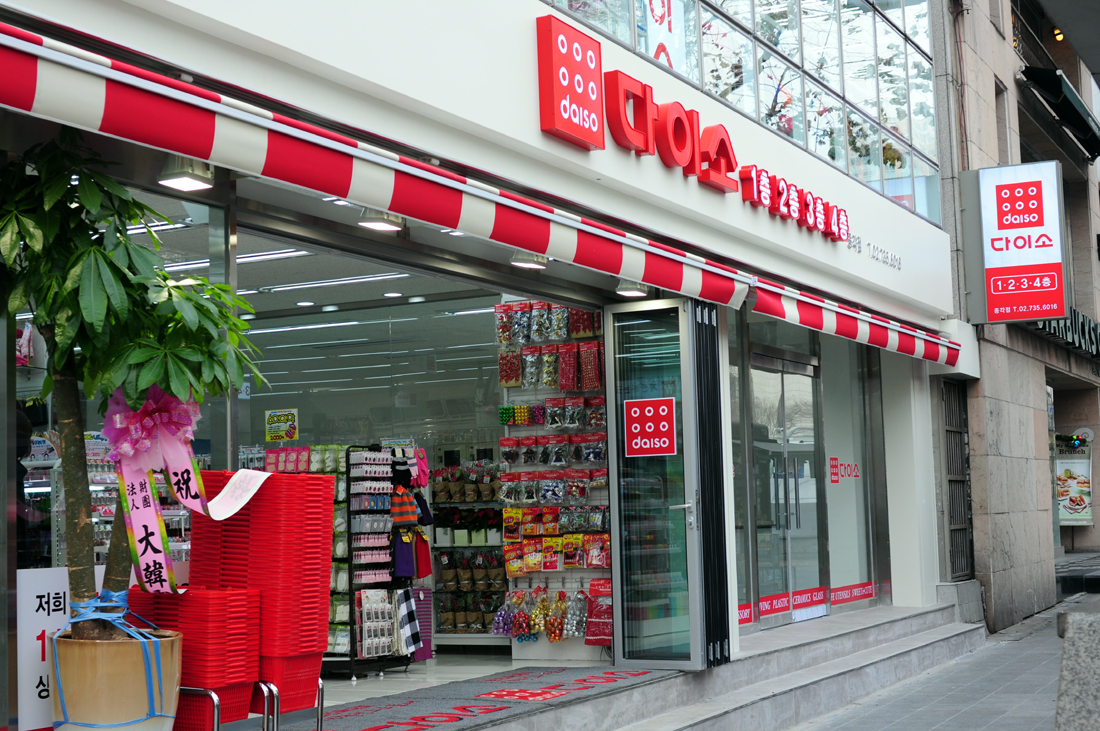
다이소 종각점 전경

대한민국을 비롯한 미국, 영국, 중국 등지에도 균일가에 판매하는 가게 업종이 있다. 대한민국에서는 1000원 샵, 미국은 1달러 샵, 영국은 99페니 샵, 중국은 1위안 샵 등으로 운영되는 식이다.
대한민국에서는 다이소가 균일판매 업계의 대표 기업으로 꼽힌다. 1992년 설립된 아성산업이 1997년 '아스코이븐프라자'라는 이름으로 균일판매점을 처음 선보인 것이 시초이며 이후 2001년 일본의 다이소에서 지분투자를 받기 시작한 이후 명칭을 '다이소아성산업'으로 개명하였다. 한국 다이소는 2012년 점포수를 880개로 확대하였으며 2015년 점포수 1,000호점을 돌파, 같은 시기 매출액 1조원 돌파를 달성하기도 했다. 다만 초창기에는 100엔숍과 비슷하게 1,000원 위주의 소액상품을 주력으로 삼았으나 최근에는 2,000원은 물론 3,000원에 심지어는 5,000원까지 확대되고 있는 추세이기도 하다.
다만 미국에서는 '달러 스토어' (Dollar store)라 부르며, 1달러 (1달러 동전 혹은 99센트)에 가격을 통일하여 판매한다. 일본의 다이소가 미국에 진출하기도 하였으나, 미국 다이소의 기본 제품가는 1.5달러에 이른다. 오스트레일리아와 뉴질랜드에서는 '2달러 스토어'가 일반적이며 2호주 달러 혹은 2뉴질랜드 달러로 판매된다.
중국에서는 1위안 점, 3위안 점, 5위안 점, 10위안 점 등으로 가격이 반드시 통일되지는 않고 있으며, 점포명이 몇 위안이라고 해서 매장 내 모든 제품이 그 가격에 판매되고 있는 것 역시 아니다. 또 다른 국가와는 달리 개인이 운영하는 가게가 많으며, 일상용품 잡화를 주로 취급하고 식품이나 의류는 찾아보기 힘들다. 또한 일본의 100엔숍과는 달리 부가가치세가 가격에 포함되어 판매된다. 대만에서는 10위안점 (十元商店)이라는 이름으로 10위안에 판매하는 경우가 대부분이다.
이밖에도 덴마크에는 타이거, 소스트레네 그레네 등의 브랜드가, 스웨덴에는 라가하우스 등의 브랜드가 100엔숍과 비슷한 형식으로 운영되고 있다.

## 같이 보기
- 100엔 동전
- 다이소